# دة نو (فريمان)
دة نو (بالفارسية: ده نو) هي قرية تقع في قسم سنغ بست الريفي في إيران. يقدر عدد سكانها بـ 66 نسمة .